# Surveyor 6
Surveyor 6 är en obemannad rymdsond från NASA, med uppdrag att landa på och fotografera månen. Den sköts upp från Cape Canaveral med en Atlas LV-3C Centaur-D den 7 november 1967. Den landade på månen den 10 november och fram till den 14 december 1967 sände den totalt 30 027 bilder tillbaka till jorden.
Den 17 november 1967 gjordes en 2,5 sekunder lång tändning av landningsraketmotorn. Sonden steg till ungefär 4 meters höjd över månens yta och landade sedan 2,5 meter från den plats den lyft från. Det var första gången som en raketmotor återstartats på månen.

### Fotnoter
1. ↑  ”NASA Space Science Data Coordinated Archive” (på engelska). NASA. https://nssdc.gsfc.nasa.gov/nmc/spacecraft/display.action?id=1967-112A. Läst 24 mars 2020.